# Peter Bauer
Peter Thomas Bauer, también conocido como Barón Bauer (1915-2 de mayo de 2002) fue un importante economista reconocido a nivel internacional. Bauer es recordado sobre todo por su oposición a la postura largamente difundida de que la forma más efectiva de ayuda al desarrollo es a través de la ayuda exterior controlada por el Estado.

## Vida
Bauer nació en Budapest, Hungría, en 1915. Estudió derecho en Budapest antes de embarcar hacia Inglaterra en 1934 para estudiar Economía en Gonville y Caius College, Cambridge, del cual se graduó en 1937. Después de un breve periodo en el sector privado trabajando para Guthrie & Co, una empresa con sede en Londres que llevaba a cabo negocios en el Lejano Oriente, Bauer pasó gran parte de su carrera en London School of Economics y se retiró en 1983, como profesor emérito de Economía. En 1983, con el apoyo de su amiga y admiradora Margaret Thatcher se le concedió un título nobiliario. Lord Bauer fue también estudiante de la Academia Británica y un miembro de la Mont Pelerin Society, fundada por su amigo Friedrich Hayek. Murió en Londres, Inglaterra, el 2 de mayo de 2002. Su trabajo en el campo de la economía del desarrollo tuvo influencia en las políticas de ayuda al exterior de muchos países, como también en las del Banco Mundial.

## Contribución a la economía
Prácticamente todas las grandes contribuciones de Bauer conciernen al campo de la Economía del desarrollo, el desarrollo internacional y la ayuda exterior. Bauer intentó convencer a otros expertos del desarrollo de que la planificación central, la ayuda exterior, el control de precios, y el proteccionismo perpetúan la pobreza en vez de erradicarla, y que el aumento de la intervención gubernamental politiza la vida económica y reduce la libertad individual.[cita requerida]
Bauer influyó en la forma de pensar sobre los determinantes del avance económico. Por ejemplo, el Banco Mundial, en su Informe de Desarrollo Mundial de 1997  reflejó el punto de vista que Bauer había defendido durante años, exponiendo la noción de que: "los buenos consejeros y expertos técnicos formularían buenas políticas, que serían implementadas por buenos gobiernos para el bien de la sociedad" estaba obsoleta.

"Hoy nos hemos dado cuenta de que las suposiciones institucionales implícitas en esta imagen del mundo eran demasiado simplistas... Gobiernos embarcados en esquemas fantasiosos. Los inversores privados se abstenían, al no confíar en las políticas públicas o en la resolución de los líderes. Los dirigentes poderosos actuaban arbitrariamente. La corrupción se hizo endémica. El desarrollo se vio obstaculizado y la pobreza perduró."

Para Bauer, la esencia del desarrollo era la expansión de las elecciones individuales, y el papel del estado, la protección de la vida, la libertad y la propiedad, de forma que los individuos puedan dedicarse a sus propios objetivos y deseos. El gobierno limitado, no la planificación central, era su mantra. 
Argumentaba que 

"Los partidarios de la culpabilidad occidental ... patrocinan el Tercer Mundo sugiriendo que sus fortunas económicas pasadas, presentes y futuras están determinadas por Occidente; que la explotación por parte de Occidente explica el atraso del Tercer Mundo ... y que (su) futuro económico depende en gran medida de las donaciones occidentales."

En concordancia con estas ideas, en 1957, Bauer escribió en Economic Analysis and Policy in Under-developed Countries:

"Veo la ampliación del rango de elección, es decir, un incremento en el rango de alternativas efectivas abiertas a la gente, como el principal objetivo y el criterio de la economía del desarrollo;y juuzgo una medida principalmente por sus probables efectos en el rango de alternativas abiertas a los individuos. La aceptación de este objetivo significa que otorgo significancia, sentido y valor a los actos individuales de elección y valoración, incluyendo la preferencia individual entre presente y futuro".

"Mi posición viene muy influenciada por mi desagrado hacia las políticas o medidas que incrementan el poder de un hombre sobre otro; es decir, incrementar el control de grupos o individuos sobre sus semejantes."

Bauer se situaba firmemente en la tradición de los liberales clásicos. Su adherimiento a los principios del libre mercado y libertad reflejaron su profundo respeto por la dignidad, racionalidad, y las capacidades de los discriminados en todo el mundo.
En sus numerosos artículos y libros, incluyendo Dissent on Development, Bauer ponía en cuestión ideas comúnmente aceptadas en la economía del desarrollo. Rechazó la idea de que la pobreza se autoperpetúa y mostró cómo la planificación central y la inversión pública a gran escala no son precondiciones para el crecimiento. Afirmó que tiene más sentido decir que el capital es creado durante el proceso de desarrollo que afirmar que el desarrollo es una función del capital.
Criticó la idea de que los discriminados no podían ahorrar de cara al futuro, o que estos no tenían motivaciones para mejorar su condición. Se opuso al "ahorro obligatorio", al cual prefería llamar "impuesto especial", y al igual que los economistas modernos reconocía los efectos negativos de los altos impuestos sobre la actividad económica. Bauer también observó que la inversión directa del Estado financiado por los impuestos especiales incrementaría la inequidad en la distribución del poder.
La experiencia de Bauer en Malaya (Malasia) a finales de la década de 1940, y en África Occidental influenció sus ideas respecto a la importancia del esfuerzo individual por parte de los pequeños minifundistas y comerciantes en la transición de la subsistencia hacia un mayor estándar de vida. Tal como escribió en The Development Frontier:

"Una infraestructura desarrollada no era una precondición para la emergencia de riqueza en el sudeste asiático y en el oeste de África. Al igual que ha ocurrido en otros lugares, las facilidades que conocemos como infraestructura fueron desarrolladas al mismo tiempo que la economía se expandía..Lo que ocurrió fue en gran medida el resultado de las respuestas voluntarias individuales de millones de personas para expandir sus oportunidades creadas por el contacto con el exterior, conseguido a través de una variedad de formas, principalmente mediante las operaciones de los mercados. Estos avances fueron posibles gracias a un gobierno firmemente limitado, sin grandes gastos de fondos públicos y sin la receta de amplias subvenciones provenientes del exterior."

Bauer fue probablemente el primer economista en reconocer la importancia del sector informal, poniendo énfasis en las ganancias dinámicas del comercio internacional; es decir, las ganancias netas resultado de la exposición a nuevas ideas, nuevos métodos de producción, nuevos productos, y nueva gente. Demostró que las barreras comerciales y la inmigración restrictiva y las políticas poblacionales privan a los países de estas ganancias.
Para Bauer las ayudas bilaterales no eran ni necesarias ni suficientes para el desarrollo, y de hecho podían incluso impedirlo. "Tener dinero es el resultado del progreso económico, no su precondición", argumentó. Comercio, no la ayuda, promueve la prosperidad a largo plazo. El peligro de la ayuda, según Bauer, es que incrementa el poder del gobierno, conduce a la corrupción, desperdicia recursos, y erosiona a la sociedad civil.
En una columna, publicada después de la muerte de Bauer, en Theodore Dalrymle afirmó:

"aunque él siempre negaba haberlo dicho, Bauer fue conocido como quien originó el dictamen de que la ayuda exterior es el medio mediante el cual la gente pobre de los países ricos dan dinero a la gente rica de los países pobres."

Desafortunadamente, el tono de Bauer a menudo es percibido como polémico y despectivo respecto a los países en vías de desarrollo. Este hecho ha limitado su audiencia en los propios países que constituían el área de estudio del economista.
Dada la contribución de Peter Bauer a la economía, la Universidad Francisco Marroquín le otorgó un doctorado honoris causa en 1978.

## Principales trabajos
- Peter Thomas Bauer (1946). «The Working of Rubber Regulation». The Economic Journal 56: 391-414. doi:10.2307/2226047.
- Peter Thomas Bauer; Basil S. Yamey (1951). «Economic Progress and Occupational Distribution». The Economic Journal 61: 741-755. doi:10.2307/2226978.
- Peter Thomas Bauer (1948). The Rubber Industry: A Study in Competition and Monopoly. Longmans, Green & Co.
- Peter Thomas Bauer; F. W. Paish (1952). «Reduction in the Fluctuations of Incomes of Primary Producers». The Economic Journal 62: 750-780. doi:10.2307/2226525.
- Peter Thomas Bauer (1954). West African Trade: A Study of Competition, Oligopoly and Monopoly in a Changing Economy. Cambridge University Press.
- Peter Thomas Bauer; Basil S. Yamey (1957). The Economics of Under-developed Countries. Cambridge University Press.
- Peter Thomas Bauer (1957). Economic Analysis and Policy in Under-developed Countries. Cambridge University Press. ISBN 0-415-31297-3.
- Peter Thomas Bauer (1959). United States Aid and Indian Economic Development. American Enterprise Association. ISBN 0-297-78335-1.
- Peter Thomas Bauer (1961). Indian Economic Policy and Development. Allen & Unwin.
- Peter Thomas Bauer (1971). «Economic History as Theory». Economica] 38: 163– 179.
- Peter Thomas Bauer (1972). Dissent on Development. Harvard University Press. ISBN 0-674-21282-7.
- Peter Thomas Bauer (1981). Equality, the Third World, and Economic Delusion. Harvard University Press. ISBN 0-674-25986-6.
- Peter Thomas Bauer (1991). The Development Frontier: Essays in Applied Economics. Harvester Wheatsheaf. ISBN 0-7450-1038-5.
- Peter Thomas Bauer; Amartya Sen (2004). From Subsistence to Exchange. Princeton University Press. ISBN 0691117829.